# 한명재
한명재(1972년 1월 12일 ~ )는 대한민국의 케이블 방송국 MBC 스포츠+의 스포츠캐스터로 주로 야구 중계를 담당하고 있다.

## 생애
1997년 당시 유일한 스포츠 전문 케이블 방송국이었던 한국스포츠TV(現 SBS 스포츠)에 입사하여 캐스터로서의 활동을 시작했다. 이 해는 현재 활동 중인 임용수와 조민호, 정지원 그리고 현재는 프리랜서 아나운서가 된 김성주도 한국스포츠TV에 입사한 해이기도 하다. 연세대학교 언론홍보학 대학원에서 스포츠 캐스터에 관련한 논문으로 석사 학위를 받았다.
KBO 리그 중계 이전에는 배구와 NBA, MLB 중계를 했다. 2013년부터는 류현진의 MLB 진출로 성사된 지상파 MBC의 MLB중계(LA 다저스 류현진 선발등판 경기)를 도맡고 있다.
한명재 캐스터는 굉장히 시원한 목소리와 샤우팅으로도 유명하다. 또 허구연 해설위원과 원투 펀치로 중계를 해 야구 대표 해설진이라는 타이틀을 갖게 되었다.

## 고유 멘트
- "흘립니다, 흘립니다!"(야수가 공을 떨어뜨리는 실책을 했을 때)
- "이 타구는 돌아오지 않습니다!" 혹은 "넘어갔습니다!!!" 여기에 자 왼쪽 끝내기(타자가 홈런을 쳤을 때)
- "걷어올렸습니다(혹은 때렸습니다), OO쪽! 멀리 가는 타구!"(홈런성 타구가 나올 때)
- "보고 계십니까, 들리십니까!!! 당신이 꿈꿔왔던 그 순간! 2011년 챔피언 삼성 라이온즈입니다."(장효조 전 삼성 라이온즈 2군 감독을 추모하며)